# Hautot-Saint-Sulpice

Hautot-Saint-Sulpice este o comună în departamentul Seine-Maritime, Franța. În 1 ianuarie 2022 avea o populație de 691 de locuitori.